# Energia nuclear por país
Usinas nucleares são operadas atualmente em 31 países. A maioria está na Europa, América do Norte, Ásia Oriental e Sul da Ásia. Os Estados Unidos é o maior produtor de energia nuclear, enquanto a França é o país que tem a maior parte da eletricidade gerada por energia nuclear.
Em 2010, antes do desastre nuclear de Fukushima Daiichi, reportava-se que, em média, cerca de 10 reatores nucleares deveriam entrar em funcionamento por ano, embora, de acordo com a Associação Nuclear Mundial, dos 17 reatores nucleares civis planejados para se tornar operacionais entre 2007 e 2009, apenas cinco, na verdade, acabaram sendo tornando operacionais e conectados as redes de energia. A geração global de eletricidade por usinas nucleares em 2012 estava em seu nível mais baixo desde 1999.
A China tem o programa de energia nuclear que mais cresce com 28 novos reatores em construção, e um número considerável de novos reatores também estão sendo construídos na Índia, Rússia e na Coreia do Sul.
Ao mesmo tempo, pelo menos 100 reatores mais velhos e menores irão "muito provavelmente, serem fechados nos próximos 10 a 15 anos".
Alguns países operaram reatores nucleares no passado, mas atualmente não possuem usinas nucleares operacionais.
Entre eles, a Itália fechou todas as suas centrais nucleares em 1990, e a energia nuclear já foi declarada ilegal em um referendo.
Lituânia, Cazaquistão e a Armênia estão planejando reintroduzir a energia nuclear no futuro.
Vários países estão operando usinas nucleares atualmente, mas alguns estão planejando abandonar a energia nuclear.
Estes são a Bélgica, Alemanha e a Suíça. Outros países, como Holanda, Suécia e Taiwan também estão considerando abandonar essa forma de gerar energia elétrica. A Áustria nunca começou a utilizar a sua primeira usina nuclear que foi totalmente construída.
Devido à razões financeiras, políticas e de ordem técnica, Cuba, Líbia, Coreia do Norte e a Polônia nunca concluíram a construção das suas primeiras usinas nucleares; já a Austrália, Azerbaijão, Geórgia, Gana, Irlanda, Kuwait, Omã, Peru, Singapura, Portugal e a Venezuela nunca construíram as suas planejadas primeiras usinas nucleares.

## Visão geral

Países pela porcentagem de energia elétrica produzida por energia nuclear

Dos 31 países nos quais usinas nucleares são operadas, apenas França, Eslováquia, Ucrânia, Bélgica e a Hungria as usam como fonte para a maioria do fornecimento de eletricidade do país.
Outros países têm quantidades significativas da eletricidade geradas por reatores nucleares, de longe, o maior produtor de energia nuclear são os Estados Unidos com 805 647 GWh de energia nuclear, em 2017, seguido pela França, com 381 846 GWh. em dezembro de 2017 448 reatores com
capacidade líquida de 391 721 Mw estão em operação e 59 reatores com capacidade líquida de 60 460 Mw estão em construção, das quais 18 reatores com capacidade de 19 016 MWe estão na China.
| País             | Número de reatores operados | Capacidade líquida (MWe) | Eletricidade gerada (GWh) | Parcela da eletricidade total produzida |
| ---------------- | --------------------------- | ------------------------ | ------------------------- | --------------------------------------- |
| Argentina        | 3                           | 1633                     | 5716.27                   | 4.5%                                    |
| Armênia          | 1                           | 375                      | 2411.39                   | 32.5%                                   |
| Bélgica          | 7                           | 5918                     | 40186.70                  | 49.9%                                   |
| Brasil           | 2                           | 1884                     | 14854.33                  | 2.7%                                    |
| Bulgária         | 2                           | 1926                     | 14872.26                  | 34.3%                                   |
| Canadá           | 19                          | 13554                    | 95131.20                  | 14.6%                                   |
| China            | 39                          | 34514                    | 232796.74                 | 3.9%                                    |
| República Tcheca | 6                           | 3930                     | 26784.68                  | 33.1%                                   |
| Finlândia        | 4                           | 2769                     | 21573.97                  | 33.2%                                   |
| França           | 58                          | 63130                    | 381846.02                 | 71.6%                                   |
| Alemanha         | 8                           | 10799                    | 72162.80                  | 11.6%                                   |
| Hungria          | 4                           | 1889                     | 15218.92                  | 50.0%                                   |
| Índia            | 22                          | 6255                     | 20004.34                  | 3.2%                                    |
| Irã              | 1                           | 915                      | 6366.21                   | 2.2%                                    |
| Japão            | 42                          | 39752                    | 29285.05                  | 3.6%                                    |
| Coreia do Sul    | 25                          | 23070                    | 141278.32                 | 27.1%                                   |
| México           | 2                           | 1552                     | 10571.92                  | 6.0%                                    |
| Países Baixos    | 1                           | 482                      | 3263.18                   | 2.9%                                    |
| Paquistão        | 5                           | 1318                     | 8108.93                   | 6.2%                                    |
| Romênia          | 2                           | 1300                     | 10580.15                  | 17.6%                                   |
| Rússia           | 35                          | 26142                    | 190115.15                 | 17.8%                                   |
| Eslováquia       | 4                           | 1814                     | 14015.82                  | 54.0%                                   |
| Eslovênia        | 1                           | 688                      | 5967.83                   | 39.1%                                   |
| África do Sul    | 2                           | 1860                     | 15087.29                  | 6.7%                                    |
| Espanha          | 7                           | 7121                     | 55627.75                  | 21.2%                                   |
| Suécia           | 1                           | 9102                     | 63062.89                  | 39.6%                                   |
| Suíça            | 5                           | 3333                     | 19590.70                  | 33.4%                                   |
| Taiwan           | 6                           | 5052                     | 21560.47                  | 9.3%                                    |
| Ucrânia          | 15                          | 13107                    | 80405.85                  | 55.1%                                   |
| Reino Unido      | 15                          | 8918                     | 63886.83                  | 19.3%                                   |
| Estados Unidos   | 99                          | 99952                    | 805647.33                 | 20.0%                                   |
| Total mundial    | 451                         | 394,054 MWe              | 2,488 TWh                 |                                         |

## História

Linha do tempo da capacidade nuclear comissionada e descomissionada desde a década de 1950. Números positivos mostram a capacidade comissionada no ano; números negativos referem-se ao descomissionamento

O primeiro reator nuclear, conhecido como Chicago Pile-1, foi construído nos Estados Unidos e alcançou a criticidade em 2 de dezembro de 1942. O reator foi parte do Projeto Manhattan para criar a bomba atômica. O Reino Unido, Canadá, e a URSS continuaram a pesquisa e o desenvolvimento de indústrias nucleares ao longo do final da década de 1940 e início da década de 1950.
A geração de eletricidade por um reator nuclear ocorreu pela primeira vez em 20 de dezembro de 1951, no EBR-I, uma estação experimental perto de Arco, Idaho, inicialmente, ele produzia cerca de 100 kW.
Em 27 de junho de 1954, a Usina Nuclear de Obninsk na URSS foi a primeira usina de energia nuclear a gerar eletricidade para a rede elétrica, e produziu em torno de 5 megawatts de energia elétrica.
Mais tarde, em 1954, Lewis Strauss, o então presidente da Comissão de Energia Atômica dos Estados Unidos (EUA AEC, precursor do U.S. Nuclear Regulatory Commission e do Departamento de Energia dos Estados Unidos) falou que a eletricidade no futuro seria "barata demais para ser medida".
Strauss estava muito provavelmente referindo-se a fusão nuclear do hidrogênio o que estava sendo secretamente desenvolvido como parte do Projeto Sherwood no momento, mas a declaração de Strauss foi interpretada como promessa de energia muito barata a partir da fissão nuclear.
A EUA AEC em si tinha emitido um testemunho muito mais realista a respeito da fissão nuclear para o Congresso dos EUA apenas meses antes, projetando que "os custos podem ser trazido para baixo... [para]... o mesmo custo da eletricidade a partir de fontes convencionais..."
O programa Atoms for Peace ("Átomos para a Paz"), proposto em 1953 pelo presidente Dwight Eisenhower, objetivava incentivar o uso pacífico da energia nuclear. Este programa teve alcance internacional, fornecendo os primeiros reatores nucleares de Israel, e Paquistão em Islamabade. O Atoms for Peace possibilitou a construção do primeiro reator nuclear do Brasil e da América Latina, o IEA-R1, inaugurado no dia 25 de Janeiro de 1958 pelo presidente Juscelino Kubitschek.
| | | |
| As primeiras lâmpadas iluminadas pela eletricidade gerada por energia nuclear na história, pelo EBR-1 no Argonne National Laboratory, 20 de dezembro de 1951. | A Usina Nuclear de Cattenom na França. A França produz cerca de três quartos de sua eletricidade por energia nuclear. | A Usina Nuclear de Grafenrheinfeld na Alemanha. A coligação da chanceler Angela Merkel anunciou em 30 de Maio de 2011, que as 14 estações de energia nuclear da Alemanha serão fechadas até 2022, em uma inversão da política após desastre nuclear de Fukushima Daiichi no Japão. |

## Lista de reatores de energia nuclear por país
Só o reatores comerciais registrados na a Agência Internacional de Energia Atômica (desde outubro de 2017) estão listadas abaixo.
| País                   | Operando | Em construção | Referências e notas |
| ---------------------- | -------- | ------------- | --- |
| Argentina              | 3        | 1             | |
| Armênia                | 1        | 0             | Substituindo |
| Belarus                | 0        | 2             | Em construção |
| Bélgica                | 7        | 0             | |
| Brasil                 | 2        | 1             | [ 25 ] |
| Bulgária               | 2        | 0             | Quatro reatores foram desligados em 2004 e 2007. A construção da Usina Nuclear de Belene foi oficialmente terminada em março de 2012. |
| Canadá                 | 19       | 0             | |
| China                  | 38       | 19            | 58 GWe em 2020 |
| República Tcheca       | 6        | 0             | |
| Egito                  | 0        | 0             | Espera-se que haja 4 reatores operacionais por volta de 2024. |
| Finlândia              | 4        | 1             | Em 2012, a TVO estava planejando construir um reator e tê-lo operacional em 2020. |
| França                 | 58       | 1             | Primeiro EPR francês em construção em Flamanville |
| Alemanha               | 8        | 0             | Desativação de todos os reatores por volta de 2022. |
| Hungria                | 4        | 0             | Paks2 (2 x 1.200 MW)assinado com a Rosatom em 2014. |
| Índia                  | 22       | 6             | Seis reatores com capacidade cumulativa de 4 300 MW estavam em construção por volta de 2016. |
| Irã                    | 1        | 0             | O primeiro reator da Usina Bushehr tem capacidade instalada de 915 MW |
| Japão                  | 42       | 2             | Depois de Fukushima, o Japão desligou todos os seus 54 reatores nucleares, dos quais 12 permanentemente; 42 continuam em condições operacionais, dos quais 24 tiveram permissão pedida para serem reiniciados, e 5 reatores tem sido reativados. |
| México                 | 2        | 0             | |
| Países Baixos          | 1        | 0             | |
| Paquistão              | 5        | 2             | KANUUP-II e KANUUP-III estão em construção e serão completados por volta de 2020. |
| Romênia                | 2        | 0             | Em 20 de janeiro de 2011, GDF Suez, Iberdrola e RWE abandonaram o projeto. |
| Rússia                 | 35       | 7             | 7 novos reatores serão completados at´2020 |
| Arábia Saudita         | 0        | 0             | 16 novos reatores nucleares nos próximos 15 anos. |
| Eslováquia             | 4        | 2             | |
| Eslovênia              | 1        | 0             | |
| África do Sul          | 2        | 0             | A África do Sul construirá mais 9600 MW, cerca de 6-8 reatores, até 2030 |
| Coreia do Sul          | 24       | 3             | |
| Espanha                | 7        | 0             | Estável |
| Suécia                 | 8        | 0             | |
| Suíça                  | 5        | 0             | Abandono das capacidades nucleares em andamento, o primeiro reator será descomissionado em 2029. |
| Taiwan                 | 6        | 2             | Planeja-se desativar todas as usinas por volta de 2015, no entanto, a viabilidade disso é altamente incerta. |
| Turquia                | 0        | 2             | |
| Ucrânia                | 15       | 2             | 2 novos reatores para 2018. |
| Emirados Árabes Unidos | 0        | 4             | 4 reatores devem estar operacionais por volta de 2018–2020 |
| Reino Unido            | 15       | 0             | |
| Estados Unidos         | 99       | 2             | |
| Mundo                  | 448      | 57            | |